# Der Rächer (1951)
Der Rächer ist ein US-amerikanischer Western aus dem Jahr 1951 von William D. Russell mit Robert Ryan und Claire Trevor in den Hauptrollen. Der Film wurde von RKO Radio Pictures produziert.

## Handlung
Als der Amerikanische Bürgerkrieg endet, überzeugt Major Jeff Clanton die verbliebenen Mitglieder der Guerillatruppe Quantrills Raiders, einen Eid auf die Loyalität gegenüber der siegreichen Union zu schwören. Zu den Guerillas gehören auch berüchtigte Verbrecher wie die Brüder Jesse und Frank James, die Younger-Brüder, Curley Ringo und der Pferdedieb Doc Butcher. Ihnen soll Amnestie gewährt werden, wenn sie nachweisen können, dass sie in Diensten der Konföderierten standen. Zur gleichen Zeit plant der Spekulant Matthew Fowler, der eine Detektei gegründet hat, die gesuchten Verbrecher zu fangen und die ausgesetzte Belohnung zu kassieren.
Die ehemaligen Guerillas sind in der Stadt Breckenridge in Missouri interniert. Fowler und Sheriff Joad machen Stimmung gegen die Internierten, während Clanton die Männer den Eid schwören lässt. Bevor die letzten Worte des Eides gesprochen werden, schießt ein Deputy und verletzt Bob Younger. Clanton erwidert das Feuer und erschießt den Deputy und kann den Eid zu Ende bringen. Er entlässt die Männer, kehrt nach Hause zurück und wird verhaftet. Clanton wird des Mordes an dem Deputy angeklagt. Fowler behauptet, dass Clanton schon ausgemustert war und die Tat als Zivilist begangen hat und somit auch der Eid ungültig ist. Das voreingenommene Gericht verurteilt Clanton zum Tod durch den Strang. Die Hinrichtung soll am nächsten Morgen vollzogen werden. Fowlers Frau Lily, die ihren Mann nicht mehr liebt, kann Clanton eine Pistole in die Zelle schmuggeln. Ihm gelingt die Flucht, wird aber von seinen Verfolgern am Bein verletzt. Joad erreicht den Verletzten, doch Doc Butcher und Bob Younger verhindern die Festnahme. Beide erklären Clanton, dass auch sie nun flüchtig sind, da der Eid ungültig sei.
Bob, der durch den Schuss des Deputies seinen Arm nicht gebrauchen kann, und Doc bringen Clanton nach Quinto, einer Stadt im Badmen’s Territory, einer Gegend, die von Gesetzlosen beherrscht wird. Zu seiner Überraschung sieht er in einem Saloon Lily als Sängerin. Die Gruppe ehemaliger Guerillas schwört, Fowler zu vernichten, in dem Überfälle auf Objekte durchgeführt werden, die unter dem Schutz seiner Detektei stehen. Tatsächlich leidet der Ruf der Detektei unter den zahlreichen Überfällen. Lily hat sich in Clanton verliebt und befürchtet, dass er sich in einen skrupellosen und hartherzigen Banditen verwandelt. Clanton versichert ihr, dass er sich nicht geändert habe und nur den Schwur befolge.
Cole Younger, der die Gruppe anführt, plant, einen Zug zu sprengen, der Gold transportiert. Clanton möchte den Überfall weniger brutal gestalten. Er verspricht Lily, mit ihr nach diesem Überfall Quinto zu verlassen. Ringo, wie Bob ebenfalls von Lily angetan, wird eifersüchtig, als Clanton ihr Schmuck schenkt und beginnt einen Kampf. Der Kampf wird von den anderen gestoppt, doch Ringo verrät Lily als Fowlers Frau, was er durch Lauschen erfahren hat. Clanton verteidigt Lily, doch die anderen fordern, dass sie wie Ringo Quinto verlässt. Um Probleme zu vermeiden, will sich Lily in drei Tagen mit Clanton treffen. Der rachsüchtige Ringo ist indessen nach Breckenridge geritten und verrät Fowler den Plan der Gruppe.
Als Doc den Zug durch Winken zum Halten veranlasst, stürmt eine Gruppe von Fowlers Männern heran. Bei der folgenden Schießerei wird Lily verletzt, dennoch beschuldigt Cole sie, die Falle arrangiert zu haben. Clanton, Lily, Doc und Bob können mit einem Pferdewagen entkommen. Bob und Lily verstecken sich, während Clanton und Doc eine vorbeikommende Kutsche kapern. Zur gleichen Zeit erscheint Ringo und kann Lily entführen. Clanton, Bob und Doc entscheiden sich, Lily aus den Händen Fowlers zu befreien. In der Nacht schleichen sich Bob und Clanton nach Breckenridge hinein, während Doc mit der Kutsche am Stadtrand wartet. Bob erschießt Ringo, während Clanton Lily aus Fowlers Zimmer befreit. Fowler und Joad kommen hinzu, es entbrennt ein Kampf zwischen Fowler und Clanton. Joad will Clanton erschießen, trifft jedoch versehentlich Fowler. Doc zündet einige Stangen Dynamit und nimmt Clanton, Lily und Bob auf. Die Vier entkommen aus der Stadt. Später trennen sich Bob und Doc von Clanton und Lily, die ein neues Leben beginnen wollen.

## Produktion

### Hintergrund
Gedreht wurde der Film vom 7. August bis zum 20. September 1950 in Kanab (Utah), im Strawberry Valley im Idyllwild-Pine Cove sowie auf der Iverson Movie Ranch in Chatsworth.

### Stab
Albert S. D’Agostino und Carroll Clark oblag die künstlerische Leitung. Darrell Silvera und Jack Mills waren für das Szenenbild zuständig. Verantwortliche Toningenieure waren Clem Portman und John L. Cass. Constantin Bakaleinikoff war der musikalische Direktor.

### Besetzung
In kleinen nicht im Abspann erwähnten Nebenrollen traten Joe Brooks, Byron Foulger, Hank Mann und William Tannen auf.

## Synchronisation
| Rolle          | Schauspieler   | Deutscher Synchronsprecher |
| -------------- | -------------- | -------------------------- |
| Jeff Clanton   | Robert Ryan    | Axel Monjé                 |
| Lily           | Claire Trevor  | Gisela Trowe               |
| Bob Younger    | Jack Buetel    | Klaus Schwarzkopf          |
| Matthew Fowler | Robert Preston | Erich Fiedler              |
| Doc Butcher    | Walter Brennan | Alfred Balthoff            |
| Cole Younger   | Bruce Cabot    | Ernst Konstantin           |

## Veröffentlichung
Die Premiere des Films fand am 9. August 1951 in New York statt. In der Bundesrepublik Deutschland kam er am 14. März 1952 in die Kinos, in Österreich im April 1952.

## Kritiken
Der Filmkritiken-Aggregator Rotten Tomatoes hat in einer Auswertung ein Publikumsergebnis von 27 Prozent positiver Bewertungen ermittelt.
Das Lexikon des internationalen Films schrieb: „Wirkungsvoll besetzter B-Western.“
Die Filmzeitschrift Cinema befand: „Gut besetzter B-Western. Fazit: Mehr Wort- als Schusswechsel.“